# Frigga finitima
Frigga finitima is een spinnensoort in de taxonomische indeling van de springspinnen (Salticidae).
Het dier behoort tot het geslacht Frigga. De wetenschappelijke naam van de soort werd voor het eerst geldig gepubliceerd in 1979 door María Elena Galiano.